# Oude Manhuissteeg
De Oude Manhuissteeg is een straat in het centrum van Delft. Het vormt een van de verbindingen tussen de Markt en de Voldersgracht. De naam verwijst naar het oudemannenhuis die sinds 1411 aan de Voldersgracht lag en die vanaf de toenmalige steeg via de Oudemanhuisbrug te bereiken was. Dat huis was vanaf het midden van de 17e eeuw in gebruik als thuishaven van de Delftse Sint-Lucasgilde. Het complex is in 1876 gesloopt voor de bouw van een lagere school. In 2007 kwam hier Vermeercentrum Delft, gebouwd naar gelijkenis van het toenmalige gildehuis.
Aan de westelijke zijde van de Oude Manhuissteeg stond Mechelen, een herberg die in de 17e eeuw door de ouders van Johannes Vermeer werd bestierd voordat Vermeer het in 1670 erfde en verhuurde. Het werd in 1885 gesloopt ter verbreding van de steeg.